# Rai Yoyo
Rai Yoyo是一个意大利免费电视频道，由国有公共广播公司Rai拥有和运营。这是该公司的儿童电视频道，以为四到七岁的儿童提供节目而闻名

## 历史
2006年11月1日，RaiSat Ragazzi被分为两个频道：RaiSat Yoyo（针对学龄前儿童）和RaiSat Smash。著名的节目包括Il Postino Pat、Little Red Tractor、Fifi和Flowertots等
2009年7月31日，RaiSat Yoyo成为新卫星平台Tivù Sat的免费频道，并被Sky Italia上的Nick Jr.取代。
2010年5月18日，当Rai重新命名其所有频道时，RaiSat的名称被消灭，该频道更名为Rai Yoyo。
2016年5月，该频道停止播放广告。